# Кьюсак, Сирил
Сирил Джеймс Кьюсак (англ. Cyril James Cusack; 1910—1993) — ирландский актёр кино, театра и ТВ, чья карьера длилась более 70 лет. В 2020 году он был включен под номером 14 в список величайших ирландских киноактеров по мнению The Irish Times.

## Биография
Кьюсак родился в Дурбане (ЮАР). Его мать Элис Вайолет (урожденная Коул) была английской актрисой и танцовщицей, отец Джеймс Уолтер Кьюсак работал в конной полиции. Родители Сирила развелись, когда он был ребёнком, и мать увезла его в Англию, а затем в Ирландию. Там она повторно вышла замуж.
Впервые он вышел на сцену в возрасте 7 лет. Кьюсак окончил Университетский колледж Дублина. В 1932 году он поступил на службу в Театр Аббатства. В дальнейшем Сирил Кьюсак с успехом выступал на театральных площадках Дублина, Парижа и Нью-Йорка.
В 1963 году он присоединился к труппе Королевского Шекспировского театра в Лондоне. В том же году он был удостоен премии Jacob’s Award — первой ирландской награды в области радио и телевидения за работу в проекте Триптих канала RTÉ One.
Он получил почётные степени в 1977 и 1980 годах от Ирландского национального университета
и Дублинского университета, соответственно.
Последним спектаклем Кьюсака была пьеса Чехова "Три сестры" (1990), в которой три его дочери играли сестер.
В октябре 1993 года Кьюсак умер в своём доме в возрасте 82 лет от болезни моторных нейронов (известной как болезнь Лу Герига) за месяц до 83-го дня рождения.

### Семья
- Первая жена — ирландская актриса Мэри Маргарет «Морин» Кили[англ.] (1945—1977)

- Дочь — Шинейд Кьюсак, актриса

- Внук — Ричард Бойд Барретт, политик-социалист
- Внук — Сэмюэль Айронс
- Внук — Макс Айронс, актёр

- Дочь — Сорча Кьюсак, актриса

- Двое внуков

- Дочь — Ниам Кьюсак, актриса

- Внук — Калам Линч, актёр

- Сын — Пол Кьюсак
- Сын — Порик, театральный продюсер

- Внучка — Меган Кьюсак
- Внучка — Китти Кьюсак

- Вторая жена — Мэри Роуз Каннингем (1979–1993)

- Дочь — Кэтрин Кьюсак, актриса

## Избранная фильмография
- 1947 — Выбывший из игры — Пэт
- 1949 — Голубая лагуна — Джеймс Картер
- 1965 — Шпион, пришедший с холода — глава МИ-6 «Контроль»
- 1966 — 451 градус по Фаренгейту — Брандмейстер Битти
- 1967 — Укрощение строптивой — Грумио
- 1968 — Галилео — Галилео Галилей
- 1971 — Сакко и Ванцетти — прокурор Фредерик Кацман
- 1971 — Гарольд и Мод — Глаук
- 1972 — Давайте, ребята — Матто
- 1973 — День Шакала — оружейник
- 1982 — Роман в бальной комнате — мистер Дуайер
- 1989 — Моя левая нога — лорд Кэслуэлланд
- 1992 — Далеко-далеко — Данти Дафф